# Associazione per l'Insegnamento della Fisica
L'Associazione per l'Insegnamento della Fisica (AIF) è un'associazione senza fini di lucro, attiva dal 1962, che ha lo scopo di migliorare e rivalutare l'insegnamento della fisica e di contribuire ad elevare il livello della cultura scientifica in Italia.

## Storia
La nascita dell'AIF è legata ad una petizione che, nell'ottobre del 1960, un gruppo di docenti soci della SIF fece all'allora presidente Polvani di costituire all'interno della società un gruppo che si occupasse dell'insegnamento della fisica nelle scuole secondarie. L'anno successivo tale richiesta fu ripresentata al nuovo presidente della SIF Gilberto Bernardini, ma rimase nuovamente inascoltata.
Per questo motivo nacque tra gli insegnanti l'idea di costituire un'associazione autonoma. Così, qualche mese dopo, nel gennaio 1962 a Milano, alla fine di un corso di sperimentazione didattica presso il Museo Nazionale della Scienza e della Tecnica, su proposta dei professori Pia Albertazzi Bossi e Francesco Iacino, fu creata da un gruppo di docenti degli istituti tecnici l'Associazione Insegnanti di Fisica, AIF, per i professori degli istituti tecnici. In seguito, l'iniziativa fu estesa ai docenti dell'Ordine Classico.

### La nascita
Il 25 maggio 1962, presso il notaio Giovanni Mazzola di Torino, i soci fondatori Mario Gliozzi, Filippo Odone, Mario Paltrinieri, Irene Ricono, Oscar Eitel Sodano ratificarono la nascita della nuova Associazione Insegnanti di Fisica, AIF: "... un'associazione senza fini di lucro, che ha lo scopo di migliorare e rivalutare l'insegnamento della fisica e di contribuire ad elevare il livello della cultura scientifica in Italia. A tal fine stampa e diffonde pubblicazioni a carattere didattico e culturale, organizza attività di aggiornamento e di formazione insegnanti, convegni e congressi ed effettua tutte le iniziative atte a conseguire lo scopo suddetto." (art.1 STATUTO DELL'AIF) Il primo presidente fu il torinese Filippo Odone e il primo tesoriere il siciliano Francesco Iacino. Le prime riunioni della nascente Associazione, alla quale potevano associarsi tutti i professori di fisica di ruolo o in pensione di scuole pubbliche o private, si svolsero a Torino presso l'Istituto tecnico industriale Avogadro. La SIF concesse tutto il suo appoggio alla nuova associazione e la ospitò all'interno del suo congresso nelle sessioni dedicate alla scuola fino al 1978.
Nei primi 5 anni di vita dell'AIF fu pubblicato un Bollettino che insieme agli incontri annuali prevalentemente faceva un'azione di sensibilizzazione verso i problemi dell'insegnamento della fisica nelle scuole secondarie. La collaborazione con la SIF si materializzò con la formazione di una commissione SIF-AIF, attiva per 10 anni, che tra le altre iniziative elaborò programmi per i vari ordini di scuola.
Nel 1967 l'AIF rinnovò lo Statuto e si rinominò in Associazione per l'Insegnamento della Fisica, l'attuale dicitura, e nel 1968 il Bollettino divenne La Fisica nella Scuola, la rivista ufficiale dell'AIF. Gli anni '70 videro una grossa crescita dell'associazione le sezioni da 3 divennero 23 e le iniziative si moltiplicarono. Il primo Congresso Nazionale della nuova associazione si svolse a Rimini nel 1978.

### Gli anni '80 e '90
Negli anni '80 l'AIF si dedicò alla formazione degli insegnanti e alla ricerca e cominciò a pubblicare gli Atti dei congressi. Particolarmente significativi i corsi organizzati dall'AIF e dal Centro Studi per la Didattica dell'Università di Pavia, presso il Deutsches Museum di Monaco perché da essi si formò il Gruppo AIF di Storia della Fisica. Si formarono anche altri Gruppi AIF di lavoro su Ricerca Didattica, Aggiornamento, Fisica Quantistica, Scuola dell'obbligo, Programmi: tutti produssero eccellenti lavori. Per questo il Ministero affidò all'AIF il compito di fare un'indagine sulle esigenze di formazione degli insegnanti ed una sull'insegnamento della fisica nelle scuole sperimentali. Anche il GNDF (Gruppo Nazionale di Didattica della Fisica) s'interessò alle attività dell'AIF, tanto che nel 1986 si costituì una commissione SIF-AIF-GNDF che doveva lavorare ai nuovi programmi di fisica per il biennio. Era intanto iniziato nel 1984/1985 il PNI, piano nazionale d'informatica, e dal 1986 si svolsero corsi di aggiornamento per l'attuazione di questo piano. L'AIF non fu coinvolta in queste iniziative, però organizzò il convegno su “Calcolatori informatica e insegnamento della fisica”. 
Nel 1987 per la prima volta una squadra di studenti italiani selezionata dall'AIF parteciparono a Jena alle Olimpiadi Internazionali di Fisica: prima di allora alla importante competizione, iniziata nel 1967 a Varsavia, l'AIF aveva partecipato solo come osservatore e le aveva dedicato articoli nella rivista La Fisica nella Scuola.
Negli anni '90, l'AIF fu molto impegnata nella commissione disciplinare all'interno del progetto Brocca e nel 1990 presentò una proposta di programmi di fisica per il triennio; iniziarono allora nelle scuole le prime sperimentazioni dei programmi Brocca. Gli anni successivi furono numerose le iniziative, pubblicazioni e lavori che l'AIF continuò a realizzare su programmi e politiche scolastiche, per questo nel 1996 l'AIF è stata tra le prime associazioni di insegnanti a stipulare con il Ministero della Pubblica Istruzione un protocollo d'intesa triennale finalizzato alla formazione insegnanti. Dal maggio 2002 l'AIF sarà inclusa dal MIUR tra i soggetti qualificati per la formazione del personale della scuola.
Il 1995 oltre che vedere la squadra italiana vincere la medaglia d'oro alla Olimpiadi Internazionali di Fisica in Australia, vide nascere un Forum delle associazioni disciplinari, per discutere la riforma dei cicli scolastici proposta dal ministro Berlinguer e l'AIF insieme alla SIF presentò un documento su L'insegnamento delle scienze sperimentali nei nuovi curricoli - Ruolo della Fisica. In seguito nel 1998 sarà creato un gruppo di lavoro sulla stesura di un curricolo verticale di fisica. 
Il 1999 l'AIF ebbe il difficile e prestigioso incarico di organizzare la XXX Olimpiade Internazionale di Fisica a Padova; la città accolse circa 300 giovani di nazionalità diverse per un evento completamente nuovo nel suo genere, che fece conoscere anche agli ospiti stranieri il lavoro che l'associazione svolgeva per l'insegnamento della fisica.

### Dopo il 2000
Gli ultimi quindici anni hanno visto l'Associazione impegnata nelle collaborazioni con altre associazioni affini come l'ANISN e la SCI, insieme alle quali ha ideato il piano Piano ISS, Insegnare Scienze Sperimentali, che si poneva come obbiettivo la valorizzazione dell'insegnamento delle discipline scientifiche utilizzando una metodologia laboratoriale nella scuola dell'obbligo e nel biennio della scuola superiore. Anche se attualmente il piano ha esaurito le sue attività con l'attuazione del riordino della scuola che ne ha in parte recepito obiettivi e finalità, alcune attività continuano però a livello locale in molte regioni italiane.

## Il logo
Nel 1988 fu approvato il progetto di logo dell'AIF. Disegnata dal grafico Mauro Gioachin di Trani, la figura è il risultato dell'incrocio di due quadrati, dal quale scaturiscono le punte di cinque frecce uscenti dal nome AIF. Le frecce vogliono simbolicamente rappresentare che l'attività dell'associazione si rivolge verso direzioni varie, cioè scuole di diverso ordine e grado o studi in materie affini come scienze naturali, matematica, medicina, architettura o ingegneria. Inoltre, il ricamo tra le frecce produce un disegno che evoca una spirale, un oggetto pieno di significati nella scienza.

## Struttura dell'associazione
Gli organi dell'associazione sono: L'Assemblea dei Soci ed il Consiglio Direttivo Nazionale formato da presidente, vicepresidente e sette consiglieri, che viene eletto con voto segreto ogni 3 anni. I soci dell'AIF, che attualmente sono più di 1000, come recita lo statuto dell'AIF sono ripartiti in 4 categorie: ordinari, onorari, collettivi e aggregati e pagano una quota associativa annuale che dà diritto a ricevere le pubblicazioni dell'A.I.F. Lo statuto prevede che i soci nelle singole regioni si possano aggregare in sezioni con un loro regolamento interno gestite da un segretario eletto dai soci di quella sezione. Le sezioni dell'AIF attualmente attive in tutt'Italia sono 55.

## Attività

### Le pubblicazioni
L'AIF stampa e diffonde pubblicazioni a carattere scientifico, didattico e culturale – tra le quali la rivista trimestrale La Fisica nella Scuola, l'unica rivista italiana di didattica della fisica che pubblica articoli approvati da referee, gli Atti del Congresso Nazionale dell'AIF, i numeri Speciali dedicati ad argomenti monografici, i Quaderni, solitamente dedicati a materiale di supporto al lavoro dell'insegnante. L'AIF invia per e-mail una Newsletter mensile informativa a chiunque ne faccia richiesta.

### Il Congresso Nazionale
Tutti gli anni l'AIF organizza il proprio Congresso Nazionale (arrivato a 52 edizioni), dedicato ad un argomento monografico che viene sviluppato mediante le comunicazioni dei soci e con interventi di relatori invitati. In occasione del Congresso si tengono anche workshop dedicati alla didattica, vi è l'attribuzione dei premi e dei concorsi organizzati dall'AIF, la presentazione della squadra nazionale che ha partecipato alle Olimpiadi Internazionali della Fisica nell'anno corrente e - sempre al Congresso - si tiene l'annuale Assemblea dei soci, prevista dallo Statuto. 
Il Congresso Nazionale è inserito tra le attività di aggiornamento in quanto l'AIF dal 2000 è soggetto qualificato presso il MIUR per la formazione del personale della scuola.

### Rapporti con altre associazioni ed enti
Collabora regolarmente con la Società italiana di fisica (SIF) partecipando all'organizzazione delle sessioni dedicate alla didattica nell'annuale congresso nazionale SIF e partecipando su invito alla Commissione Didattica della SIF stessa. 
Inoltre ha protocolli di intesa con l'INFN (Istituto Nazionale di Fisica Nucleare), in particolare con i Laboratori Nazionali di Legnaro (PD) per l'organizzazione di Sperimentando, una mostra scientifica giunta alla 12ª edizione e con i Laboratori Nazionali del Gran Sasso (AQ) che hanno messo a disposizione dell'AIF locali permanenti per l'organizzazione di corsi di formazione locali e nazionali.
Collabora inoltre con le altre associazioni che si occupano della didattica delle scienze, quali la DD-SCI (Divisione didattica della Società Italiana di Chimica), l'ANISN (Associazione nazionale insegnanti di scienze naturali), la Società Astronomica Italiana, MATHESIS e UMI-CIIM (Commissione per l'insegnamento della matematica della Unione Matematica Italiana).
Intrattiene rapporti di scambio con varie associazioni similari straniere quali UdPPC (Francia), MNU (Germania), NVON (Olanda), ABPPC (Belgio), SSPMP/VSMP/SSIMF (Svizzera), Consejo General de Colegios de Licenciados (Catalogna), AAPT (USA) e con il GIREP.

### Partecipazione ad eventi scientifici
Ha partecipato e partecipa all'organizzazione di eventi scientifici e festival scientifici, quali p.e. Bergamo Scienza, Italia 150 (TO), il Cagliari Festival Scienza e alla 3 giorni per la scuola presso la Città della scienza di Napoli.
Il Presidente dell'AIF è attualmente il responsabile del comitato italiano del progetto europeo Science on Stage Europe.

### Aggiornamento e formazione insegnanti
Le scuole estive ed invernali dell'AIF, con una tradizione ormai pluridecennale organizzate per l'aggiornamento in servizio degli insegnanti, nascono spesso da iniziative congiunte con altre associazioni, dei Gruppi di lavoro dell'AIF, e delle sezioni. Tra queste è già alla sua ottava edizione, la SPAISS, Scuola permanente per l'aggiornamento degli insegnanti di scienze sperimentali, una iniziativa sviluppata nell'ambito del protocollo d'intesa fra l'Ufficio Scolastico Regionale per la Sicilia e le Associazioni disciplinari AIC (Associazione Insegnanti Chimici), AIF (Associazione per l'Insegnamento della Fisica), ANISN (Associazione Nazionale Insegnanti di Scienze Naturali) e DD-SCI (Divisione Didattica della Società Chimica Italiana).

### Concorsi, premi ed Olimpiadi
L'AIF organizza e concorre ad organizzare, in collaborazione con altri enti concorsi e premi, indirizzati a studenti e docenti che sviluppino percorsi tematici di particolare interesse, o a studiosi che approfondiscano argomenti di ricerca in didattica della fisica, come il Premio Bonacini, rivolto a studenti o gruppi di studenti delle scuole secondarie di primo e secondo grado e il Premio Bastai Prat rivolto a docenti o ricercatori in didattica della fisica, il Premio Edoardo Amaldi dedicato a ricerche di storia della fisica.
Dal 1987, per conto del Ministero dell'Istruzione, l'AIF si è dedicata alle Olimpiadi della fisica e all'organizzazione della squadra nazionale che rappresenta ogni anno l'Italia alle IPhO (International Physics Olympiads). L'iniziativa, che ha come scopo la valorizzazione delle eccellenze scolastiche in campo scientifico, è strutturata in una fase di Istituto, cui partecipano gli allievi dei singoli Istituti Scolastici, in una fase interprovinciale di livello intermedio e in una fase nazionale. Tra i vincitori di questa vengono scelti i cinque studenti che parteciperanno alle Olimpiadi internazionali della fisica per quell'anno. 
Da due anni l'AIF cura inoltre, insieme a biologi (Università di Padova) e chimici (Scuola Normale Superiore di Pisa), la partecipazione italiana alle EUSO (Olimpiadi europee delle discipline scientifiche) riservate a ragazzi minori di 16 anni. Per la preparazione degli studenti e per la formazione insegnanti sui temi del problem solving organizza scuole estive e corsi sia nazionali che locali.